# Lapsk alpros
Lapsk alpros (Rhododendron lapponicum) art i familjen ljungväxter med nordligt cirkumpolär utbredning och förekommer i Finnmark, Nordland och Lomsfjällen i Norge, i Ryssland och genom hela Sibirien, i Korea, i norra Japan, i Alaska och Kanada, på Grönland och i några fjälltrakter i USA. I Sverige förekommer den i de nordligaste lappmarkerna.
Arten förekommer ovan trädgränsen och växer liksom lappljung på de torraste lokalerna. Många tror att lapsk alpros kan ha överlevt istiden på nunatakliknande fjälltoppar och sedan spritt sig över i större områden. Detta kan ha skett på flera kontinenter. 
Lapsk alpros är en föga mer än decimeterhög buske, tryckt till marken eller dold i lavmattan, ur vilken då endast blommorna och de små bladrosetterna i grenspetsarna höjer sig. Bladen är på båda sidorna fint gropiga och undertill som yngre gröna. Som äldre blir de något rostfärgade på undersidan, då de små groparna förlorat sina små täckande fjäll och de små hartsprickarna i dessa gropar därigenom framträder tydligare. Blommorna kan ha 5-10 ståndare och ibland har en underart (subsp. parviflorum) urskiljts för populationer med 10 ståndare. Denna karaktär är dock varierande och populationer i Sibirien, Alaska och Yukon har till exempel ofta 7-8 ståndare så underarten erkänns vanligen inte.
Lapsk alpros är en av de två rhododendronarter som växer naturligt i Sverige. (Den andra är skvattram.) 

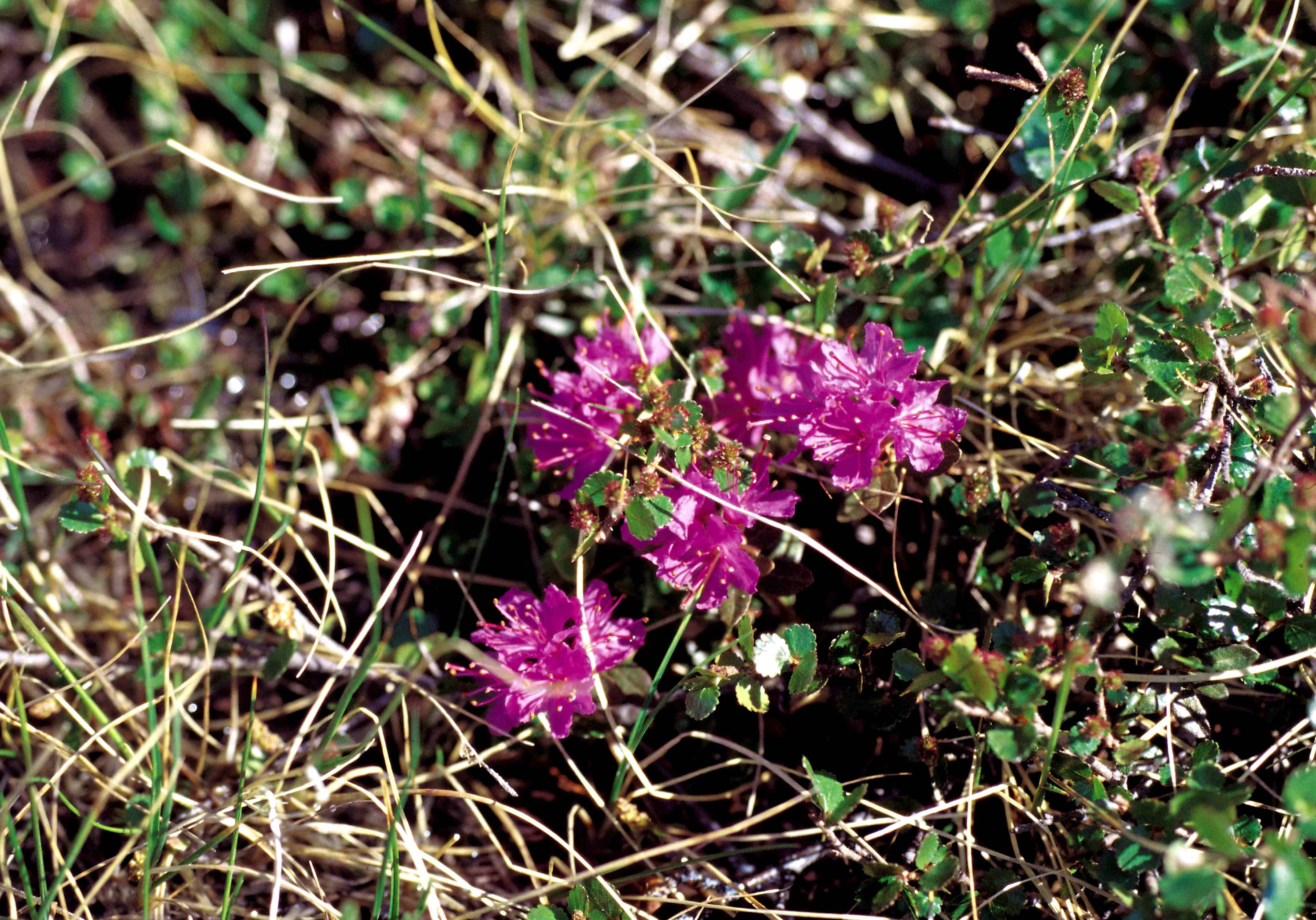
Lapsk alpros i blom. Bladen som syns är dvärgbjörk.

## Synonymer
Azalea lapponica L.
Rhododendron parvifolium f. alpinum Glehn
Rhododendron lapponicum subsp. alpinum (Glehn) Khokhr.
Rhododendron parvifolium var. alpinum (Glehn) T.Yamaz.
Rhododendron parvifolium Adams
Rhododendron lapponicum subsp. parvifolium (Adams) T.Yamaz.
Rhododendron lapponicum var. parvifolium (Adams) Herder
Rhododendron lapponicum var. roseum Abrom.
Rhododendron lapponicum var. viride Berlin